# Nornheim
Nornheim ist ein Ortsteil der Stadt Günzburg im schwäbischen Landkreis Günzburg in Bayern. Das Kirchdorf liegt circa eineinhalb Kilometer östlich von Günzburg an der Kreisstraße GZ 15.

## Geschichte
Erstmals erwähnt wurde Nornheim in einem päpstlichen Schutzbrief aus dem Jahr 1209. Darin wird dem Kloster Ursberg der Besitz eines Gutes in „Nordrunhain“ bestätigt.  
Die bis dahin selbständige Gemeinde Nornheim wurde am 1. Juli 1972 zu Günzburg eingegliedert.

## Baudenkmäler
Siehe auch: Liste der Baudenkmäler in Nornheim
- Katholische Filialkirche St. Erhard